# زمین‌لرزه ۲۷ اوت ۱۹۷۷ اندونزی
زمین‌لرزه اندونزی  در تاریخ ۲۷ اوت ۱۹۷۷ میلادی، برابر با ‎۵ شهریور ۱۳۵۶، ساعت ۷:۱۲:۲۲ به زمان یوتی‌سی در اندونزی رخ داد. ژرفای این زلزله ۴۴٫۴ کیلومتر بود، و بزرگی آن ۷ در مقیاس Mw اعلام شده‌است. زمین‌لرزه به وقت محلی در روز شنبه، ساعت ۱۵ روی داده و منطقه زمانی آن یوتی‌سی +۸ بوده‌است .
سازمان زمین‌شناسی آمریکا نیز رومرکز این زمین‌لرزه را در مختصات ۸°۰۳′۴۳″جنوبی ۱۲۵°۱۸′۰۰″شرقی / ۸٫۰۶۲°جنوبی ۱۲۵٫۳°شرقی و ژرفای آن را در ۲۵ کیلومتر گزارش کرده‌است. بزرگی برگزیدهٔ این سازمان از میان بزرگیهای محاسبه‌شدهٔ مختلف ۶٫۸ در مقیاس Ms بوده و از دید اثر، در میان چهار دسته‌بندی «نامحسوس»، «محسوس»، «زیان‌آور» یا «با تلفات»، زلزله را «با تلفات» اعلام کرده‌است.
پروژهٔ «تنسور گشتاور مرکزوار» زاویه‌های (راستا، شیب، ریک) گسل سازندهٔ زمین‌لرزه و صفحه عمود بر آن را (°۲۴۹، °۴۶، °۱۱۳) یا (°۳۸، °۴۹، °۶۸) و نوع گسل را «معکوس» فرارسانده‌است.
شمار کشتگان زلزله حدود ۲ نفر بوده‌است.تعداد زخمیان ۲۵ نفر برآورده شده‌است.